# Giovanni Bianchini
Giovanni Bianchini (1410 — c. 1469), com o nome frequentemente latinizado como Johannes Blanchinus, foi um professor de matemática e astronomia na Universidade de Ferrara e astrónomo da corte de Leonel d'Este. Colaborou com Georg von Peuerbach e Regiomontanus. 

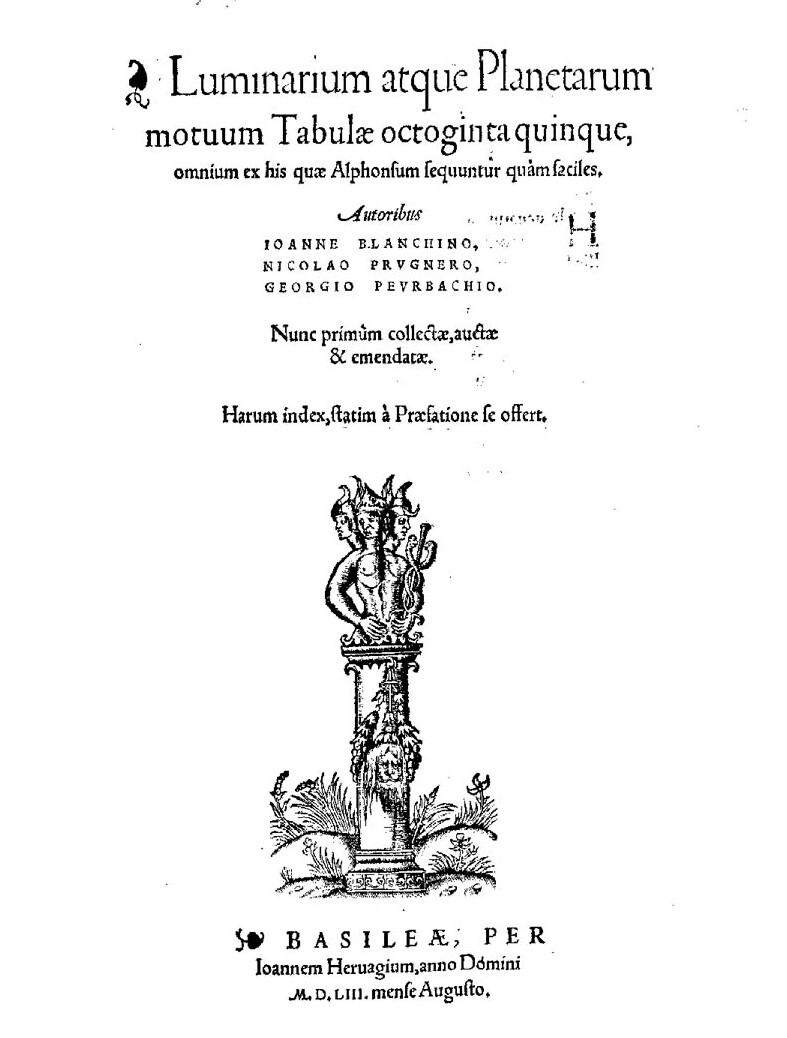
Luminarium atque planetarum motuum tabulae, 1553